# Никитин, Агафон
Агафо́н Ники́тин (1848 — 31 декабря 1880) — русский солдат-артиллерист, герой Туркестанских походов.

## Биография
Родился в 1848 году. Происходил из русских крестьян-старообрядцев Сувалкской губернии Кальварийского уезда Урдоминской гмины, деревни Кибарты. Поступил на службу 22 ноября 1875 году в артиллерию, принимал участие в русско-турецкой войне 1877—1878 гг. и за оказанную храбрость был награждён знаком отличия военного ордена.

## Подвиг
Во время Ахал-Текинской экспедиции, при осаде русскими войсками крепости Геок-Тепе, Никитин, числясь бомбардиром-наводчиком 6-й батареи 21-й артиллерийской бригады, находился в составе взвода своей батареи на редуте № 3 (Ставропольском), где также находилась 3-я Закаспийская рота. 30 декабря в половине десятого вечера текинцы, воспользовавшись темнотой, произвели удачную вылазку. Потеряв ротного командира поручика Яновского и значительную часть людей, в основном прислугу при орудиях, 3-я рота покинула редут… Текинцы захватили два орудия; посланные на выручку редута три роты Самурского, Ставропольского и Дагестанского полков с полусотней Таманского полка отбили редут и одно орудие.
Агафон Никитин, не обнаруженный ни среди живых, ни среди мёртвых, был сочтён убитым. Судьба его выяснилась после того, как крепость была 12 января 1881 года взята штурмом. Оказалось, что главный защитник Геок-Тепе — комендант Тыкма-Сардар — желая воспользоваться захваченным текинцами 28 декабря горным орудием с 2 ящиками снарядов, но не умея обращаться с ним, приказал нападавшим 30 декабря текинцам захватить в плен какого-нибудь «топчи» (артиллериста). Некоторые из нападавших, увидев снимавшего замок с орудия (с целью привести его в небоеспособное состояние) солдата со знаком отличия на груди, вспомнили об этом приказании и захватили его. На следующий день при громадном стечении народа Никитина заставляли стрелять из захваченных орудий по русским войскам, но он отказался. Сначала действовали на него лаской, обещая пощаду и суля всякие блага, затем прибегли к угрозам и побоям. Когда и это не подействовало, Никитина подвергли разнообразным мучениям: вырезали ремни из кожи со спины, жарили его на огне, обрубили ему пальцы на руках, отсекли уши и, наконец, не добившись от мужественного бомбардира ничего, кроме упорного молчания, отрубили ему голову. Рассказы текинцев были подвергнуты специальным дознанием. Впоследствии о подвиге Агафона Никитина была сложена солдатская строевая песня, особенно популярная среди кавказских артиллеристов (опубликована в сборнике М. К. Липкина).

## Память
В 1882 году по приказу императора Александра III была открыта всероссийская подписка на памятник Никитину, который был установлен в Темир-Хан-Шуре в конце 1886 году, а родные Никитина были щедро обеспечены. В его родном селе была сооружена церковь во имя св. Агафона, где за каждой литургией поминалось его имя. Шестая батарея 21-й артиллерийской бригады звалась Агафоновской, он был навечно зачислен в её списки наводчиком первого орудия (в батарее было семь наводчиков вместо 8 по штату, на первом орудии его заменял запасной наводчик). Жалованье Никитина шло на поддержание неугасимой лампады перед батарейным образом св. Агафона. Причитающуюся ему порцию ежедневно отдавали нищим. Перед казармой роты стоял памятник Никитину. При вечерней перекличке, когда фельдфебель выкликал имя Агафона Никитина, взводный 1-го взвода отвечал: «Погиб во славу русского оружия в крепости Геок-Тепе». Никитин стал вторым военнослужащим Российской императорской армии, который посмертно был навечно занесен в списки своей части (первым был Архип Осипов в 1840 году), и единственным артиллеристом — остальные удостоенные этой чести были пехотинцами.